# José Mendoza Nivela
José Mendoza Nivela (n. Vinces, Los Ríos, Ecuador; 13 de diciembre de 1995) es un futbolista ecuatoriano. Juega de defensa central y su equipo actual es Río Babahoyo de la Segunda Categoría de Ecuador.

## Trayectoria
Empezó su carrera futbolística en el equipo guayaquileño en el año 2013, se formó e hizo las formativas en su ciudad natal, la sub-14, la sub-16, la sub-18 en 2014. Primero estuvo en el Club Deportivo Don Café de la Segunda Categoría del Guayas, en abril de 2013 pasó al Club Deportivo ESPOL también de la provincia del Guayas.
También en 2013 en el mes de julio  fue fichado por el Club Sport Emelec para jugar en el equipo sub-20. Para 2014 llegó al Centro Deportivo Olmedo que disputaba la Serie A de Ecuador, así bajo el mando de Gabriel Perrone tuvo su debut en el primer equipo en la máxima categoría del fútbol ecuatoriano el 14 de febrero de 2014, en el partido de la fecha 5 de la primera etapa 2014 ante Independiente del Valle, fue titular aquel partido que terminó en victoria sangolquileña por 0-1.
En 2016 regresó a si tierra natal para jugar por el Club Deportivo y Social Santa Rita, con el cuadro santo primero conquistó el campeonato provincial de Segunda Categoría, el primero en su carrera, luego en la fase nacional ayudó a conseguir el subcampeonato y consecuente ascenso a la Serie B. Fue ratificado para la primera temporada de Santa Rita en la Segunda División. Marcó su primer gol en la Serie B el 20 de mayo de 2018 en la fecha 15 del torneo, convirtió el primer gol con el que Santa Rita venció a Mushuc Runa como local por 4-2.
En 2019 regresa al Olmedo de Riobamba para disuptar la LigaPro Banco Pichincha, se afianzó en el equipo titular y en la temporada llegó a disputar 21 partidos, también participó de algunos juegos de la Copa Ecuador.
Para 2020 es contratado por Mushuc Runa Sporting Club de la provincia de Tungurahua.

## Estadísticas

### Clubes
- Actualizado al último partido disputado el 4 de septiembre de 2022.[9]

| Club                   | Div.          | Temporada     | Liga  | Liga  | Copas nacionales | Copas nacionales | Copas internacionales | Copas internacionales | Total | Total |
| Club                   | Div.          | Temporada     | Part. | Goles | Part.            | Goles            | Part.                 | Goles                 | Part. | Goles |
| ---------------------- | ------------- | ------------- | ----- | ----- | ---------------- | ---------------- | --------------------- | --------------------- | ----- | ----- |
| ESPOL · Ecuador        | 3.ª           | 2013          | 5     | 0     | —                | —                | —                     | —                     | 5     | 0     |
| ESPOL · Ecuador        | Total         | Total         | 5     | 0     | 0                | 0                | 0                     | 0                     | 5     | 0     |
| Olmedo · Ecuador       | 1.ª           | 2014          | 1     | 0     | —                | —                | —                     | —                     | 1     | 0     |
| Olmedo · Ecuador       | 1.ª           | 2019          | 21    | 0     | 1                | 0                | —                     | —                     | 22    | 0     |
| Olmedo · Ecuador       | Total         | Total         | 22    | 0     | 1                | 0                | 0                     | 0                     | 23    | 0     |
| Santa Rita · Ecuador   | 3.ª           | 2016          | 5     | 0     | —                | —                | —                     | —                     | 5     | 0     |
| Santa Rita · Ecuador   | 2.ª           | 2017          | 9     | 0     | —                | —                | —                     | —                     | 9     | 0     |
| Santa Rita · Ecuador   | 2.ª           | 2018          | 29    | 2     | —                | —                | —                     | —                     | 29    | 2     |
| Santa Rita · Ecuador   | Total         | Total         | 43    | 2     | 0                | 0                | 0                     | 0                     | 43    | 2     |
| Mushuc Runa · Ecuador  | 1.ª           | 2020          | 27    | 2     | —                | —                | —                     | —                     | 27    | 2     |
| Mushuc Runa · Ecuador  | 1.ª           | 2021          | 11    | 0     | —                | —                | —                     | —                     | 11    | 0     |
| Mushuc Runa · Ecuador  | Total         | Total         | 38    | 2     | 0                | 0                | 0                     | 0                     | 38    | 2     |
| Santa Rita · Ecuador   | 3.ª           | 2022          | 14    | 2     | —                | —                | —                     | —                     | 14    | 2     |
| Santa Rita · Ecuador   | Total         | Total         | 14    | 2     | 0                | 0                | 0                     | 0                     | 14    | 2     |
| Río Babahoyo · Ecuador | 3.ª           | 2022          | 0     | 0     | —                | —                | —                     | —                     | 0     | 0     |
| Río Babahoyo · Ecuador | Total         | Total         | 0     | 0     | 0                | 0                | 0                     | 0                     | 0     | 0     |
| Total carrera          | Total carrera | Total carrera | 122   | 6     | 1                | 0                | 0                     | 0                     | 123   | 6     |

1. ↑  Incluye datos de la Copa Ecuador (2019-act.).

## Palmarés

### Campeonatos provinciales
| Título                        | Club       | País    | Año  |
| ----------------------------- | ---------- | ------- | ---- |
| Segunda Categoría de Los Ríos | Santa Rita | Ecuador | 2016 |